# Авереску, Александру
Алекса́ндру Авере́ску (рум. Alexandru Averescu; 9 апреля 1859, Бабель, Измаильский уезд, Молдавское княжество — 3 октября 1938, Бухарест) — румынский военный, государственный и политический деятель. Маршал Румынии (1930). Трижды занимал пост премьер-министра страны (1918, 1920—1921 и 1926—1927).

## Биография

### Начало военной службы
Родился в деревне Бабель в Молдавском княжестве (Измаильский уезд Бессарабской губернии, ныне село Озёрное Одесской области Украины), к северо-западу от Измаила в небогатой семье отставного офицера и мелкого чиновника Константна Авереску.  Он также имел гагаузское происхождение.
Учился в румынской православной семинарии в Измаиле, а затем в школе ремесел и искусств в Бухаресте, планировал поехать в бельгийский Льеж и изучать там инженерную механику.
В 1876 году добровольцем вступил в Измаильский эскадрон конных жандармов. Служил в румынской кавалерии во время русско-турецкой войны 1877—1878 годов. Награждён за службу, но переведен в резерв по состоянию здоровья в результате обморожения.
В 1878 году восстановлен в армии, в 1881 году окончил дивизионную школу унтер-офицеров в Румынии, а в 1886 году — военной академии в Турине. В Италии Авереску женился на оперной певице из Ла Скала Клотильде Кальярис.
Возглавлял бухарестскую военную академию в 1894—1895 годах.
В 1895—1898 годах — подполковник и военный атташе Румынии в Германской империи. В 1899—1904 годах — начальник 3-го оперативного отдела Большого генерального штаба Румынии. В 1901 году произведен в полковники, а впоследствии — в бригадные генералы. 
Возглавлял жестокое подавление крестьянского восстания 1907 года. Военный министр в кабинете Национальной либеральной партии (PNL) (1907—1909). Также провел серьезную реформу армии: реорганизовал на современных началах румынскую пехоту, ввел двухлетний срок службы, упразднив плохо обученную пехоту переменного состава, создал небольшие кадры резервных частей, укрепил полевую артиллерию и инженерные войска, упорядочил процессы мобилизации и подготовки офицеров резерва. 
Командовал 1-й пехотной дивизией и 2-м армейским корпусом. В 1912 году произведен в генерал-майоры.
В 1911—1913 годах — начальник генерального штаба. Планировал действия румынских войск во время Второй балканской войны

### Первая мировая война
После вступления Румынии в первую мировую войну в 1916 году командовал 2-й армией в южных Карпатах. С сентября командовал 3-й армией, а затем Южной группой армий (3-я и Добруджинская армии, а также переданные из 1-й и 2-й армий 4 дивизии). Румынская армия потерпела поражение и была вынуждена оставить Бухарест и отойти в Молдавию, где румынская армия была реорганизована с французской и русской помощью.
Назначен командующим 2-й армией. Под его командованием румынские войска одержали победу в сражении под Марештами. Награждён орденом Михая Храброго 1 класса и 9 июля 1917 года от российского Временного правительства получил орден св. Георгия 4-й степени. Хотя ход войны был для Румынии неудачным, коммунистические революции в России и Венгрии свели военную силу этих государств к нулю и Румыния смогла намного увеличить свою территорию и население, заняв после распада Австро-Венгерской Империи Трансильванию и Буковину, а после распада Российской Империи и Бессарабию.
В этот период приобрел крайнюю популярность среди населения, что позволило историкам говорить о формировании социального феномена — «мифа Авереску».

### Политический деятель
В 1918 году Авереску основал Народную лигу. С 9 февраля по 15 марта 1918 года — премьер-министр Румынии с 29 января по 4 марта 1918 года также занимал пост министра иностранных дел Румынии. В качестве премьер-министра начал переговоры о мире с немецким фельдмаршалом Макензеном. Одновременно вел переговоры с представителями большевиков, начавших наступление против румынских войск в Бессарабии. В результате переговоров в Одессе и Яссах был подписан «Протокол ликвидации русско-румынского конфликта», по которому румынская сторона согласилась очистить Бессарабию в течение двух месяцев. 
В 1920 году преобразовал лигу в Народную партию. После отставки правительства Вайда-Воеводы король назначил Авереску премьер-министром. Заручившись поддержкой короля, Авереску назначил досрочные выборы. Правительственным декретом число депутатов палаты представителей было сокращено до 369. Через назначенных префектов выборы проходили под сильным административным давлением. В результате Народная партия сумела выиграть выборы, получив 206 мандатов (совместно с Консервативно-демократической партией — 223 депутата.  В период его нахождения у власти стало очевидно, что между коллективным воображением и реальностью оказалась большая разница и «миф Авереску» начал разрушаться. Хотя ему удалось добиться денежной унификации, осуществить финансовую реформу и завершить аграрную реформу, но ожидания населения были намного выше. Самыми разочарованными были крестьяне, которые не только не получили обещанных 5 гектаров, но сама реформа шла с большим трудом.
Во внешней политике  он отказался выдать Советской России Нестора Махно, который вынужден был бежать на румынскую территорию, на том основании, что в Румынии смертная казнь запрещена, а выдача Махно означала бы его смерть. Кабинет Авереску провёл аграрную реформу. Был подписан Трианонский мирный договор с Венгрией и создана Малая Антанта. В декабре 1921 года в результате политического кризиса он ушёл с поста премьер-министра.
В середине 1920-х годов, находясь в оппозиции, сумел организовать массовое движение против либерального кабинета Ионела Брэтиану; на самой массовой демонстрации, в которой приняли участие 50000 человек, собравшиеся потребовали отставки правительства. Однако опытный политик Брэтиану на переговорах с генералом убедил его отойти от протеста, пообещав передать ему власть по завершении срока своих полномочий.
На выборах 1926 года Народная партия получила 53% голосов и в 1926—1927 годах он снова занял пост премьер-министра. Сформировав правительство, Авереску стал ориентироваться во внешней политике на Италию, где к власти пришёл Бенито Муссолини. В июне 1927 года король Фердинанд I сместил его и назначил правительство Барбу Штирбея, которое вскоре тоже пало из-за выхода из него либералов. На июльских выборах 1927 года Народная партия потерпела сокрушительное поражение, поскольку генерал утратил в глазах выборщиков самостоятельность, став частью политических комбинаций Брэтиану. С этого момента начался закат политической карьеры Авереску, который усилимся после раскола возглавляемой им партии в 1932 году. 
После провозглашения в 1930 году королём Румынии Кароля II, входил в королевский совет, хотя и находился с Каролем в несколько натянутых отношениях. В том же году ему было присвоено звание маршала Румынии. 
10 февраля 1938 г. он откликнулся на призыв главы государства принять участие в национальном правительстве во главе с патриархом Мироном в качестве государственного министра наряду с шестью другими бывшими премьер-министрами. С 30 марта, после королевского декрета о роспуске политических партий, становится королевским советником. Вскоре после этого назначения он скончался.